# Flixel
Flixel — бесплатная библиотека, написанная на Flash Actionscript, Адамом Зальцманом (aka Adam Atomic). Предоставляет собой некоторые базовые классы для создания 2D флеш-игр и другой дополнительный контент. Первоначально была создана Зальцманом для работы над такими играми, как Gravity Hook, Fathom и Canabalt.

## Технические характеристики
- Анимация
- Столкновения
- Перемещение объектов
- Тайловые карты
- Система частиц
- Визуальные эффекты (мерцание, тряска экрана, режимы смешивания, прозрачность и т. д.)
- Простая физика (Box2D также может использоваться с Flixel)
- Работа с мышью и клавиатурой
- Работа со звуком (регулировка громкости, отключение звука)
- Приостановка игры (пауза)
- Сайтлок
- Загрузчик

## Особенности версии 2.50
- Визуальный отладчик
- Запись и воспроизведение
- Поддержка нескольких камер

## Известные игры, созданные с помощью Flixel
- Tower of Heaven (Flash-порт)
- Canabalt
- Hello Worlds

## Порты Flixel
- Android
- Haxe
- Monkey
- XNA

## Дополнительные ссылки
- Официальный сайт
- Официальная Flixel вики на GitHub
- Flixel вики на FlashGameDojo.com
- Исходный код Flixel на GitHub
- Интервью о Flixel v1.1 на DigitalTools.com
- Flashpunk, freeware движок со схожей функциональностью